# Hyalaethea alberti
Hyalaethea alberti är en fjärilsart som beskrevs av Rothschild 1910. Hyalaethea alberti ingår i släktet Hyalaethea och familjen björnspinnare. Inga underarter finns listade i Catalogue of Life.